# Calès (Campanie)
Pour les articles homonymes, voir Calès.

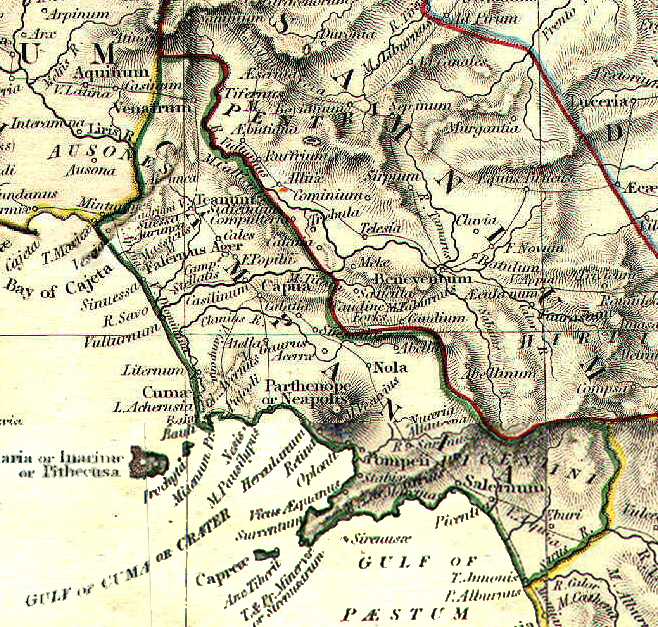
Carte de la Campanie antique, avec Calès au nord de Capoue et de Cumes.

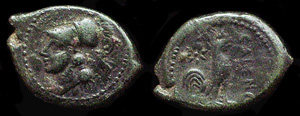
Pièce du IIIe siècle av. J.-C. provenant de Calès.

Calès est une ancienne cité de Campanie, aujourd'hui dans la commune de Calvi Risorta, au nord de Naples, appartenant à l'origine aux Aurunces/Ausones, sur la voie Latine.

## Histoire
Les Romains capturent la ville en 335 av. J.-C. et y établissent une colonie latine de 2 500 colons.
Calès est au centre de la domination romaine en Campanie, et est le siège du questeur de la flotte (un des deux quæstores classici) du sud de l’Italie, chargé, semble-t-il, de la perception de la douane et de l’impôt, même jusqu'à l'époque de Tacite.
C'est une base importante dans la guerre contre Hannibal Barca, et enfin refuse des contributions supplémentaires pour la guerre. Avant 184 av. J.-C., de nouveaux colons sont envoyés sur place.
Après la guerre sociale (90 à 88 av. J.-C.), la cité devient un municipe.
La fertilité de son territoire et sa fabrication de poterie vitrée noir, qui est même exporté vers l'Étrurie, fait la prospérité.
Au Ve siècle apr. J.-C., la ville devient un siège épiscopal, qui, conjointement avec Teano depuis 1818, l'est encore, même si ce n’est plus qu’un simple village aujourd'hui.
La cathédrale, du XIIe siècle, possède un portail sculpté et trois absides décorées avec des petits arcs et des pilastres, et contient une chaire fine et un trône épiscopal en mosaïque de marbre. Près d'elle, il y a deux grottes, qui ont été utilisées pour le culte chrétien et qui contiennent des fresques du Xe et XIe siècles. Les inscriptions nomment six portes de la ville, et il y a des restes considérables de l'Antiquité, notamment un amphithéâtre et un théâtre, un temple supposé, et d'autres édifices.
Un certain nombre de tombes appartenant à la nécropole romaine sont découvertes en 1883.

## Sources
- (en) Cet article est partiellement ou en totalité issu de l’article de Wikipédia en anglais intitulé « Cales » (voir la liste des auteurs).
- (en) Encyclopædia Britannica, 1911, article « Cales ».